# 森脇真琴
森脇真琴（日语：／ Moriwaki Makoto），日本女性動畫演出家、動畫導演。出身於北海道。她的丈夫是動畫演出家高林久彌。

## 來歷
森脇真琴作為動畫師加入了SHIN-EI動畫。在擔任《野球狂之詩》的演出助手後，以《哆啦A夢 (1979年版)》（第6話）負責分鏡和演出首次亮相。之後，她轉入從SHIN-EI動畫獨立的「動物屋（現Eclat Animal）」，並擁有執導各種作品的經驗，主要是土田製作公司→STUDIO COMET作品。
約2004年，她離開動物屋，目前是一名自由工作者。
她以無拘無束的搞笑和戲仿以及她在《我愛美樂蒂》系列、《星光樂園》系列等作品中的緊張和超現實的風格而聞名。
曾公開表示自己深受大島弓子的影響。

## 參加作品

### 電視動畫
1977年
- 野球狂之詩（日语：野球狂の詩）（—1979年，演出補）

1978年
- （演出助手）

1979年
- 哆啦A夢 (1979年版)（—2005年，編劇、分鏡、演出、演出助手）
- 赤鳥之心 日本名作童話系列 風之母子（日语：赤い鳥）（演出）

1982年
- 猿飛小忍者（日语：さすがの猿飛）（—1984年，分鏡、演出）

1983年
- 福星小子 (1981年版)（—1985年，分鏡、演出）
- 足球小將翼 (1983年版)（—1986年，分鏡）

1984年
- 怪貓豬油糕（日语：オヨネコぶーにゃん）（—1985年，分鏡、演出）

1985年
- 拜託了！薩米亞丼（日语：おねがい!サミアどん）（—1986年，演出）
- 新好小子（日语：あした天気になあれ (漫画)）（—1986年，分鏡）
- 高校！奇面組（日语：ハイスクール!奇面組）（—1987年，分鏡、演出）

1986年
- 魔法偶像粉彩筆由美（日语：魔法のアイドルパステルユーミ）（分鏡）
- Bug甜心（日语：Bugってハニー）（—1987年，演出）
- 加油！吉塔斯（—1987年，分鏡）

1988年
- 麵包超人（1988年—，分鏡、演出）

1989年
- YAWARA！（—1992年，分鏡、演出）
- 勇者鬥惡龍（—1991年，分鏡）

1994年
- 足球小將翼J（—1995年，分鏡、演出）

1996年
- 玩偶遊戲（—1998年，分鏡）
- 烏龍派出所（—2004年，分鏡、演出）

1997年
- 呱呱響叮噹（日语：ケロケロちゃいむ）（分鏡、演出）
- 妖精狩獵者II（分鏡）

1998年
- 時空偵探建次君（—1999年，分鏡）

1999年
- 怪獸農場 ～圓盤石的秘密～（日语：モンスターファーム (アニメ)）（—2000年，分鏡）
- 大嘴鳥（—2001年，演出）
- 看家鼠惠比知由（導演）
- 仙魔大戰2000（日语：ビックリマン2000）（—2001年，演出）

2001年
- 戀愛占卜師（—2002年，分鏡、演出）

2002年
- 魔法咪路咪路（—2003年，分鏡、演出）
- 十二國記（—2003年，分鏡）
- 哨聲響起（分鏡、演出）
- 最終兵器少女（分鏡）
- 真·女神轉生D 惡魔之子 光之書與闇之書（—2003年，分鏡）

2003年
- 天使的尾巴Chu！（分鏡）
- 音速小子X（—2004年，分鏡、演出）
- 魁!! 天兵高校（—2004年，演出）

2004年
- 棉花糖樂園（—2005年，分鏡、演出）
- 風人物語（—2005年，演出）
- 武士槍俠（日语：サムライガン）（分鏡）

2005年
- 我愛美樂蒂（—2006年，導演）

2006年
- 銀魂（—2010年，分鏡、演出）
- 我愛美樂蒂 ～轉轉旋律魔法牌～（—2007年，導演）

2007年
- 我愛美樂蒂 輕鬆舒暢♪（—2008年，導演）

2008年
- 我愛美樂蒂IV（日语：おねがい♪マイメロディ きららっ★）（—2009年，總導演[2]）
- 企鵝找麻煩（—2010年，分鏡）
- 秀逗魔島士REVOLUTION（分鏡）

2009年
- 秀逗魔島士EVOLUTION-R（分鏡）
- 浪漫追星社（分鏡、演出）
- 輕聲密語（分鏡、演出）

2010年
- 青春CUP（分鏡）
- 變身！公主偶像（導演）
- 花樣河童（日语：はなかっぱ）（分鏡、演出）
- 學生會長是女僕！（分鏡）
- 偵探歌劇 少女福爾摩斯（導演[3]、分鏡）

2011年
- 寶石寵物 Sunshine（分鏡、演出）
- 偵探歌劇 少女福爾摩斯 夏季特別篇（導演、分鏡）
- 眾神中的貓神（分鏡）

2012年
- 偵探歌劇 少女福爾摩斯 第2幕（導演、分鏡）
- 寶石寵物 Kira☆Deco！（—2013年，導演、分鏡、演出）

2013年
- 寶石寵物 Happiness（—2014年，分鏡、演出、原畫）
- 銀狐（演出）
- 我的腦內戀礙選項（分鏡、演出）

2014年
- 惡魔的謎語（分鏡）
- 星光樂園（導演、劇本統籌、編劇、分鏡）[a]
- Lady 寶石寵物（分鏡）
- 電器街的漫畫店（監修、編劇）

2017年
- 偶像時間星光樂園（導演、分鏡）

2018年
- 星光頻道（分鏡）

2019年
- B-PROJECT ～絕頂＊Emotion～（導演、劇本統籌、編劇、分鏡）[b]
- RobiHachi（分鏡）
- 入間同學入魔了！（—2023年，導演、編劇、分鏡）

2021年
- 開掛藥師的異世界悠閒生活 ～到異世界開藥房去～（編劇、分鏡）[a]

2025年
- 3年Z班銀八老師（總導演[5]）

### 電影動畫
1982年
- 怪物小王子：惡魔之劍（演出助手）

1983年
- 哆啦A夢：大雄的海底鬼岩城（演出助手）

1985年
- 企鵝記憶幸福故事（日语：ペンギンズ・メモリー 幸福物語）（分鏡）

1986年
- 劇場版 高校！奇面組（日语：ハイスクール!奇面組）（導演）

1989年
- 哆啦美：迷你哆啦SOS（導演）

2012年
- 劇場版 寶石寵物：甜品舞公主（ED文字）
- 我愛美樂蒂：友和愛（監修）

2015年
- 劇場版 星光樂園：大集合！星光☆之旅（監修）

2016年
- 劇場版 偵探歌劇 少女福爾摩斯 ～逆襲的福爾摩斯～（總導演）
- 劇場版 星光樂園：大家的憧憬♪ 去吧☆星光巴黎（導演）

2017年
- 劇場版 星光樂園：一～起閃耀吧！閃亮亮☆星光LIVE！（總導演）

2025年
- 偶像學園×星光樂園 THE MOVIE -相遇的奇蹟！-（總導演）

### OVA
1988年
- 心跳學園 決戰!! 妖奇大魔城（日语：ドキドキ学園）（導演）

1991年
- 福星小子 與靈魂約會（導演[c]、分鏡、演出）

1992年
- Little Twins（日语：リトルツインズ）（分鏡、演出）

1995年
- 樂勝！Hyper Doll（日语：楽勝!ハイパードール）（導演）

2014年
- 侵略!! 花枝娘（分鏡、演出）

### 網路動畫
2021年
- IDOL LAND 星光樂園（導演、分鏡）

## 腳註

## 相關項目
- 日本動畫師列表（日语：アニメ関係者一覧）

## 外部連結
- 藤子FC新烏托邦 森脇真琴訪談 （日語）
- 森脇真琴的X（前Twitter） （日語）